# جول جامين
جول يامين (بالفرنسية: Jules Célestin Jamin)‏ (و. 1818 – 1886 م) هو فيزيائي، وأستاذ جامعي من فرنسا . ولد في الأردين (إقليم فرنسي) . وكان عضواً في الأكاديمية الفرنسية للعلوم، والأكاديمية الروسية للعلوم .
توفي في باريس، عن عمر يناهز 68 عاماً.

## التعليم
تعلم في مدرسة الأساتذة العليا

## جوائز
حصل على جوائز منها:
- قائد وسام جوقة الشرف.